# 七草がゆ

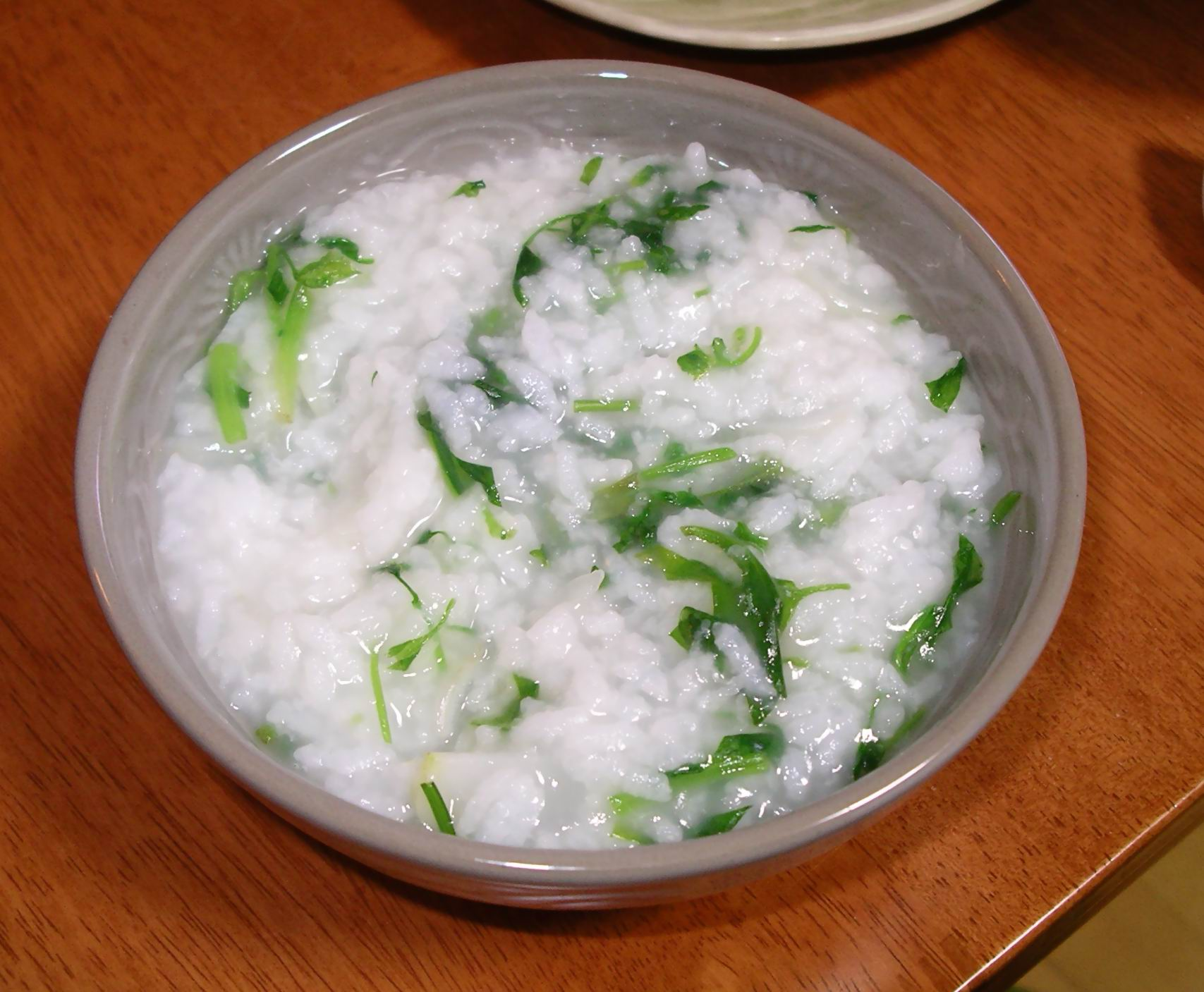
七草粥

七草がゆ・七草粥（ななくさがゆ）・七種粥とは、人日の節句（毎年1月7日）の朝に食べられている日本の行事食（料理）である。

## 概要
春の七草や餅などを具材とする塩味の粥で、その一年の無病息災を願って1月7日に食べられる。正月の祝膳や祝酒で弱った胃を休める為とも言われる。
この行事は、平安時代には行われていたが、室町時代の汁物の原型ともされている。
七草がゆの由来については、一般に6世紀の中国古典『荊楚歳時記』に、七種菜の羹を正月七日に食べる風習が記されている点が指摘される。これに類似する風習は古い記録にみられ、『西京雑記』や『金匱録』七禽食方によれば、正月上辰日（月最初の辰日）に特定の植物を食べたり粉末にしたりする風習が各地で行われていた。『荊楚歳時記』の七種菜の羹を正月七日に食べる風習は、これらの遺風であったようである。日本の『御伽草子』七草草子で辰の刻に七草粥を煮るとされるのは、かつて上辰日に行われていた風習の名残らしい。
また、朝日新聞のコラム「天声人語」2023年1月7日掲載分「七草いまむかし」によると、江戸時代には七つの調理道具を用いて囃す「薺打ち」という行事があり、年の初めに豊作を願うのが由来だとされている。
| 七草セット |  | 開封したセット |
| 七草セット |  | 開封したセット |

現在では、七草をセットした商品が、多くの八百屋など小売店にて販売されるほか、フリーズドライの七草や、お茶漬け用のふりかけとして販売されている例もある。また、日本食糧新聞によると、COVID-19の流行により年末年始を自宅で過ごす人が増えたため、七草茶漬けの需要が高まったとされている。
なお、正月七日に七種の食材を食べて健康を願う風習は中国にも残っている。

## 説話
御伽草子の七草草子に、説話が語られている。
唐の楚国に、大しうという親孝行者がいた。両親はもう百歳を越し体がままならず、そんな両親を嘆き悲しんだ大しうは、山に入って21日間もの苦行を行い祈願した。
「私に老いを移してもいいのでどうか両親を若返らせてください」
そこに天上の帝釈天からお告げがあった。
「そなたの願いを聞き入れた。須弥山の南に齢8000年の白鵞鳥がいるが、この秘術をぬしら親子に授ける。ついては、
- 毎年春のはじめに七種の草を食べること。
- 1月6日までに7種類の草の集めておくこと。次の時刻に柳で作った器に種を載せ、玉椿の枝で叩くこと。
  - 酉の刻から芹
  - 戌の刻から薺
  - 亥の刻から御形
  - 子の刻から田平子
  - 丑の刻から仏座
  - 寅の刻から菘
  - 卯の刻から清白

- 辰の刻からこれらの種を合わせ、東から清水を汲んできて、これを煮て食べること。

一口で10歳、七口で70歳若返るので、ついには8000年生きることができよう。」大しうはこの教えを繰り返し暗唱すると、この日は正月であったのですぐに山を降りて7種類の草を集め、6日の夕方から教えの通り、不思議な心持ちで夜通し草を叩いた。朝になり、東から汲んだ水で炊いて両親に食べさせたところ、たちまち若返ったのはいうまでもない。これが世に伝わり、噂を聞いた当時の帝はこの親孝行に感動して位を譲った。
すなわち、七草の由来とともに、ここでは親孝行の功徳を説いた話だったのである。

## 詳細
以下は、関東地方の例である。
1月6日の夜、あらかじめ用意したセリ、ナズナ、ゴ（オ）ギョウ、ハコベラ、ホトケノザ、スズナ、スズシロの「七草」をまな板の上に載せ、以下の歌を歌いながらしゃもじやお玉杓子、包丁の背などで叩いて細かくする。
七草なずな 唐土の鳥が 日本の国に 渡らぬ先に ストトントン
明けて7日の朝に粥を炊き、叩いた七草と塩を入れて七草粥にする。そして朝食として食べる。
七草粥は新年の季語とされる。七種の節句とはこの七草がゆを食べる行事を言う。

### 地方での差異
七草粥は七草すべてが使用されるわけではなく、また地方によっても食材が異なる場合がある。
気候や降雪の関係で七草が摘めない東北や北海道では、「七草」を使用しない場合が多い。山形県の村山市周辺ではゴボウ、ニンジン、こんにゃく、ずいき、油揚げなどを入れた納豆汁、七草汁を1月7日の朝食として食べる。最上川流域では1月7日に新米の握り飯を12個作り、箕の上に乗せて柳の箸を刺して「おみ玉」として飾る。その後で握り飯を崩して煮込み、野菜、昆布、干し柿、栗を入れたものを「七草粥」と呼ぶ。また、青森県（特に津軽地方）や秋田県では1月7日に行事を行う地域は少数である。だが1月16日の小正月には、細かく刻んだ根菜を大量に炊き込んだ精進料理「けの汁」を作って祝う。
気候的に七草が入手できる地帯でも七草ではなく、ありあわせの青菜、さらに根菜や油揚げなど大豆製品をも含めて「7種」取りそろえる場合や、九州南部では鶏肉を加え、南西諸島では正月の食材として作られる塩豚を具に用いるなど精進料理ではない地域もある。
調理法も白粥のみではなく、鰹節で出汁を取り醤油や味噌で味付けして「雑炊」にする地方や、四国の瀬戸内海沿岸のように「和え物」「お浸し」で七草を食べる地方、九州北部のように汁物に加工するなど、全国でバリエーションは豊富である。
以下は、農文協から出版された『日本の食生活全集』を元に作成した、大正から昭和初期にかけての時代、現在の日本国の領域において1月7日に食されていた料理の一覧表である。
| 地域                                 | 食される日取り（太陽暦）    | 名称（ひらがな表記） | 概要 | 具材の詳細 | 唱え言、俗信など |
| ------------------------------------ | --------------------------- | -------------------- | --- | --- | --- |
| 北海道松前郡松前町                   | 1月7日                      | あずきもち           | 焼き餅入りの粒あん汁粉                                                                                       | | |
| 北海道苫前郡羽幌町焼尻島             | 1月7日                      | ななくさがゆ         | 大根、ごぼうなど有りあわせの野菜を入れた粥                                                                   | | |
| 青森県弘前市                         | 1月15日（小正月）           | けのしる             | けの汁。根菜や大豆製品を炊きこんだ精進料理                                                                   | 大根、人参、ワラビ、ジャガイモ、ササゲ、凍み豆腐、油揚げ | |
| 青森県東津軽郡外ヶ浜町               | 1月16日                     | けのしる             | 7種類の素材を炊き込んだけの汁。                                                                              | 蕗、ゼンマイ、大根、ニンジン、油揚げ、豆腐、ササゲで七草とする。 | |
| 青森県下北郡東通村                   | 1月15日                     | けのしる             | 女の正月として祝い、けの汁ほか煮しめや大根なますなど精進料理を供する。                                       | | |
| 青森県上北郡七戸町                   | 1月7日                      | ななくさがゆ         | 白粥に、7種類の素材を入れた澄まし汁を添える。                                                                | ニンジン、ゴボウ、豆腐、こんにゃく、ワラビ、油揚げ、きのこ | |
| 岩手県九戸郡軽米町                   | 1月7日                      | ななくさがゆ         | セリなどを入れた粥                                                                                           | | |
| 岩手県紫波郡紫波町                   | 1月7日                      | ななくさがゆ         | 白粥に、数種類の野菜を入れた醤油汁を添える                                                                   | （汁物の具）セリ、高菜、ニンジン、ゴボウ、干し大根、ずいき | |
| 岩手県西磐井郡平泉町                 | 1月7日                      | けえのしる           | 根菜と大豆製品を煮込んで味噌味をつけたけの汁に、餅入りの小豆粥を添える                                       | （けの汁の具。7種くらいにまとめる）ダイコン、ニンジン、ゴボウ、こんにゃく、油揚げ、せり | |
| 岩手県下閉伊郡宮古市重茂             | 1月7日                      | ぞうに               | 元日と同じく、澄まし仕立ての雑煮にクルミを擦って作ったタレをつけて食す                                       | (雑煮の具) ダイコン、ニンジン、ゴボウ、凍み豆腐、はらこ（イクラ）、蒲鉾、セリ、切り餅 | |
| 宮城県大崎市田尻沼部大沢             | 1月7日                      | ななくさがゆ         | セリ、ナズナなど7種類の野草。特に決まりはない。                                                              | | 七草叩け 唐土の鳥の 渡らぬ先に 七草叩け |
| 宮城県亘理郡亘理町逢隈中泉           | 1月7日                      | ななくさがゆ         | セリ、ナズナなど7種類の野草。特に決まりはない。                                                              | | 叩く叩く七草叩く 唐土の鳥と田舎の鳥の 騒がぬ先に 七草叩く |
| 宮城県石巻市雄勝町大須               | 1月7日                      | ななくさがゆ         | 7種類の有りあわせの野草や野菜を入れた粥                                                                      | ダイコン、ニンジン、ゴボウ、ダイコン葉など | |
| 宮城県登米市東和町米谷               | 1月7日                      | ななくさがゆ         | 7種類の野草や山菜を入れた粥                                                                                  | セリ、ミツバ、ダイコンの葉など | |
| 宮城県加美郡加美町鹿原               | 1月7日                      | ななくさがゆ         | 7種類の食材を入れた粥                                                                                        | セリ、昆布、煮干し、納豆、青菜、凍み豆腐、餅 | 唐土の鳥と田舎の鳥が 渡らぬ先に 七草叩く 七草叩く |
| 宮城県伊具郡丸森町大内               | 1月7日                      | ななくさがゆ         | 7種類の食材を入れた粥                                                                                        | ダイコン、ゴボウ、ニンジン、ネギ、ナズナ、セリ、凍み豆腐 | |
| 宮城県仙台市若林区河原町             | 1月7日                      | ななくさがゆ         | セリ、ダイコン葉などの青菜を入れた粥                                                                         | | |
| 秋田県男鹿市北浦                     | 1月15日（小正月）           | きゃのこ             | 青森県の「けの汁」と同じだが、じんだ（大豆粉の団子）を加える。                                               | ダイコン、ニンジン、ササゲ、山菜、ユリ根、じんだ（大豆粉の団子） | |
| 秋田県南秋田郡八郎潟町               | 1月15日(小正月)             | きゃのこ             | 青森の「けの汁」に同じ                                                                                       | じんだ、山菜、馬鈴薯など | |
| 秋田県鹿角市                         | 1月16日 (小正月）           | きゃのしる           | 「けの汁」に同じ                                                                                             | 蕗、イタドリ、みず（ウワバミソウ）、アイコ（ミヤマイラクサ）、ウド、うるい（ギボウシ）、ワラビ、ゼンマイ、キノコ、ダイコン、ニンジン、ゴボウ、さやいんげん、ササゲ、焼き豆腐、こんにゃく、油揚げ、凍み豆腐、甘酒（大量の具を使うことを良しとする） | |
| 秋田県大館市                         | 1月7日                      | ななくさがゆ         | 七種類の野菜や山菜を入れた粥                                                                                 | | |
| 秋田県大仙市                         | 1月7日                      | ななくさぞうに       | 鶏ガラや兎肉で出汁を取った澄まし汁に7種類の具と焼き餅を入れた雑煮                                            | セリ、ゴボウ、ダイコン、タラの芽、キノコ、油揚げ、葱 | たんたらたたき、たらたたき。唐土の鳥も田舎の鳥も 渡らぬ先のたらたたき |
| 秋田県仙北市田沢湖                   | 1月7日                      | ななくさがゆ         | 実際には、7種類の野菜や山菜を入れた雑煮                                                                      | | |
| 山形県天童市                         | 1月7日                      | ななくさじる         | 7種類の食材を入れた納豆汁                                                                                    | ゴボウ、ニンジン、こんにゃく、ずいき、油揚げ、豆腐、納豆 | |
| 山形県最上郡真室川町木下             | 1月7日                      | ななくさがゆ         | 神前に供えた握り飯と野菜、干し柿、昆布で作った粥                                                             | | |
| 山形県長井市成田                     | 1月7日                      | おにあい             | 7種類の材料を煮込んだ煮しめ                                                                                  | ダイコン、ニンジン、ゴボウ、昆布、凍み豆腐、糸こんにゃく、油揚げ | |
| 山形県酒田市砂越                     | 1月7日                      | ぞうに               | 雑煮 | セリ、タラの芽、ダイコン、昆布、干し柿、納豆、油揚げ、こんにゃく、ワラビ | |
| 福島県南会津郡只見町                 | 1月7日                      | ななくさがゆ         | 元日から3日まで神前に備えた飯に根菜類を炊きこんだ粥                                                          | ダイコン、ニンジン、ゴボウ、ネギ、馬鈴薯、ワラビ、ウド | |
| 福島県福島市鎌田字北舟戸             | 1月7日                      | ななくさがゆ         | 三が日、神前に捧げた飯に7種の野菜類を入れた粥。さらに餅も加える。                                            | セリ、ナズナ、白菜、ニンジン、ゴボウ、ダイコン、ずいき、餅 | |
| 福島県石川郡古殿町鎌田               | 1月7日                      | ななくさがゆ         | 7種類の野菜を入れた粥                                                                                        | セリ、ナズナ、山東菜、ニンジン、ダイコン、ゴボウ | |
| 福島県いわき市平豊間                 | 1月7日                      | ななくさがゆ         | 「七草」という、タンポポに似た野草のみを入れた粥                                                             | | |
| 茨城県茨城町                         | 1月7日                      | ななくさがゆ         | 青菜入りの粥                                                                                                 | ダイコンの葉、セリ | |
| 茨城県稲敷市                         | 1月7日                      | なめし               | 菜飯。青菜を炊きこんだ飯                                                                                     | | |
| 茨城県常陸大宮市                     | 1月7日                      | ななくさがゆ         | アブラナなど、有りあわせの青菜                                                                               | | |
| 茨城県神栖市                         | 1月7日                      | ぞうに               | アブラナ入りの雑煮                                                                                           | | 茨城県では、正月七日まで青菜を食べない風習がある |
| 栃木県日光市                         | 1月7日                      | まぜめし             | 7種類の具入り混ぜ飯。                                                                                        | シイタケ、干瓢、油揚げ、昆布、青菜、ジャガイモなど | この地方では、正月15日までに粥を炊くことは禁忌。 |
| 栃木県宇都宮市今里町                 | 1月7日                      | ななくさがゆ         | 7種類の野菜入を入れ、醤油で味付けした粥                                                                      | 里芋、ダイコン、ニンジン、ゴボウ、冬菜、セリなど | |
| 栃木県那須塩原市三島                 | 1月7日                      | ななくさぞうすえ     | 7種類の野菜入り雑炊                                                                                          | ダイコン、ニンジン、サトイモ、ゴボウ、ネギ、青菜、蕪 | 七草なずな 菜っきり包丁 まな板 唐土の鳥が 日本の国に 渡らぬ先に 合わせてバッタバタ |
| 栃木県佐野市仙波                     | 1月7日                      | ななくさがゆ         | ダイコン、カブ入りの粥                                                                                       | | |
| 群馬県利根郡みなかみ町東峰須川       | 1月7日                      | ななくさがゆ         | 7種の具を入れた醤油味の粥                                                                                    | ダイコン、ニンジン、ゴボウ、昆布、セリ、インゲン、青菜 | |
| 群馬県吾妻郡長野原町                 | 1月7日                      | ななくさがゆ         | 7種の具を入れた粥                                                                                            | セリ、豆、ゴボウ、ジャガイモ、青菜、ニンジンなど | 七草なずな 唐土の鳥が 日本の土地へ 渡らぬ先に はしたたけはしたたけ |
| 群馬県高崎市上豊岡                   | 1月7日                      | ななくさがゆ         | 具だくさんの粥                                                                                               | 手に入る七草、正月料理の残り物、餅、干し柿 | |
| 群馬県前橋市富士見町小暮             | 1月7日                      | ななくさぞうすい     | 七草入りの雑炊                                                                                               | | |
| 埼玉県秩父市                         | 1月15日（小正月）           | あずきがゆ           | 小豆粥 | | |
| 埼玉県入間市                         | 1月7日                      | ななくさおじや       | 七草の雑炊                                                                                                   | | |
| 埼玉県川越市                         | 1月7日                      | ななくさがゆ         | 根菜を入れた味噌味の雑炊に、小松菜をあしらう                                                                 | ニンジン、ダイコン、ゴボウ、餅、小松菜 | 七草なずな 唐土の鳥と 日本の鳥が 渡らぬ先に ストトンストトンストトン |
| 千葉県山武郡九十九里町藤下           | 1月7日                      |                      | 地元の面足神社の祭礼。各家では刺身、煮魚、太巻き寿司、くさりずしを作って祝う。                               | | |
| 千葉県富津市大堀                     | 1月7日                      | なぞうに             | 小松菜入りの雑煮                                                                                             | | |
| 千葉県八街市東吉田                   | 2月7日(月遅れの正月行事)    | なめし               | 小松菜の菜飯                                                                                                 | | |
| 千葉県印旛郡栄町布釜                 | 1月7日                      | なめし               | 高菜、小松菜、大根葉などを刻み込んだ菜飯                                                                     | | |
| 東京都江東区深川                     | 1月7日                      | ななくさがゆ         | 八百屋で購入した七草入りの粥                                                                                 | | |
| 東京都墨田区本所                     | 1月7日                      | ななくさがゆ         | 小松菜と餅入りの粥                                                                                           | | |
| 東京都品川区大崎                     | 1月7日                      | ななくさがゆ         | 七草のうち手に入るものを入れた粥に、白砂糖をかけて食べる                                                     | | |
| 東京都新宿区四谷                     | 1月7日                      | ななくさがゆ         | 七草のうち手に入るもの（ダイコン、カブ）を入れた粥                                                           | | |
| 東京都葛飾区水元                     | 1月7日                      | ななくさがゆ         | 小松菜、ナズナ、餅入りの粥                                                                                   | | 七草なずな 唐土の鳥が 日本の国へ 渡らぬ先に ストトントン |
| 東京都東久留米市                     | 1月7日                      | ななくさがゆ         | 鰹節、昆布、干しシイタケの出汁で炊いた粥をベースに、七草で手に入るものを入れる。                             | ナズナは必ず入れる | |
| 東京都日野市                         | 1月7日                      | ななくさがゆ         | | 七草のうち、ナズナは必ず入れる | |
| 東京都西多摩郡奥多摩町               | 1月7日                      | ななくさがゆ         | 有りあわせの青菜や野草                                                                                       | | |
| 東京都大島町岡田（伊豆大島）         | 1月7日                      | ななくさがゆ         | セリなど野草を入れた粥                                                                                       | | |
| 神奈川県相模原市                     | 1月7日                      | ななくさがゆ         | セリ、ダイコン、ホウレンソウなどを入れた醤油味の粥                                                           | | |
| 神奈川県相模原市緑区藤野地区         | 1月7日                      | ななくさがゆ         | 有りあわせの青菜に餅を入れた粥                                                                               | | |
| 新潟県村上市西興屋                   | 2月7日（月遅れの正月行事）  | ななくさがゆ         | 7種類の具と餅を入れた粥                                                                                      | セリ、昆布、栗、青大豆、タラの芽、干し柿、青菜、餅 | センタルタタキ カラタタキ 宵の鳥も 夜中の鳥も 歌わぬうちに はよ叩きましょう |
| 新潟県長岡市山古志種苧原             | 1月7日                      | ななくさぞうに       | ゼンマイや野菜入りの雑煮                                                                                     | | |
| 新潟県長岡市川口地域                 | 1月7日                      |                      | 7種類の具を入れた雑煮か、小豆粥                                                                              | | |
| 新潟県糸魚川市小泊                   | 1月7日                      | ぞうに               | こんにゃく ネギ、ゴボウ入りの雑煮                                                                            | | |
| 新潟県佐渡市栗野江                   | 1月7日                      | ななくさぞうすい     | 7種類の具を入れた雑炊                                                                                        | 大豆、小豆、大根葉、セリ、ニンジン、豆腐、こんにゃく | |
| 富山県富山市水橋金尾新               | 2月15日（月遅れの正月行事） | あかぞろ             | 煮た切り餅に甘い小豆汁をかけたぜんざい。                                                                     | | 2月15日から17日を「百姓の正月」として祝う。その折の行事食が赤ぞろである。 |
| 富山県魚津市                         | 1月7日                      | ななくさがゆ         | 椀に白粥を盛り、7種の具を添える                                                                              | 串柿 昆布、栗、セリ、豆、餅、蜜柑 | |
| 石川県白山市坊丸                     | 1月7日                      | ぜんざい             | 鏡餅をぜんざいにして食べる。                                                                                 | | 1月7日は「なぬかぶ」といい、田の神を招く日。 |
| 石川県輪島市町野町徳成               | 1月7日                      | あずきぞうに         | 小豆雑煮。                                                                                                   | | この日には、正月と同じ雑煮（昆布だしの澄まし汁に茹でた丸餅）を食べる場合もある。 |
| 石川県輪島市鵜入                     | 2月7日（月遅れの正月行事）  | あずきぞうに         | 小豆雑煮。茹でた丸餅入りの汁粉。                                                                             | | この日には、正月と同じ雑煮（昆布だしの澄まし汁に茹でた丸餅）を食べる場合もある。 |
| 福井県三方上中郡若狭町               | 1月7日                      | ななくさがゆ         | 手に入る七草と餅を入れた粥                                                                                   | セリ、蕪、餅 | 七草なずな 唐土の鳥と 日本の鳥と 渡らぬ先に 七草なずな |
| 福井県勝山市河合                     | 2月7日（月遅れの正月行事）  |                      | | | 2月6、7日を延年（いんねん）と呼び、嫁の親や娘婿を招き、棒鱈の煮しめ、昆布巻き、鯖の熟れ鮨、蕎麦などで祝う。 |
| 山梨県山梨市牧丘町牧平               | 1月7日                      | ななくさがゆ         | 7種類の材料の粥                                                                                              | 大根、ホウレンソウ、餅、小豆、ナズナ（米と水も加えて7種類と称する） | |
| 山梨県南巨摩郡身延町下山             | 1月7日                      | ななくさがゆ         | 手に入る青菜入りの粥                                                                                         | | 唐土の鳥と田舎の鳥と 日本の橋を 渡らぬ先に パサパサパサパサ つん舞った |
| 山梨県北杜市高根町                   | 1月7日                      | ななくさがゆ         | 7種類の具入りの粥                                                                                            | セリ、ダイコン、ハクサイ、ニンジン、ジャガイモ、昆布、豆 | |
| 山梨県南都留郡富士河口湖町西湖南     | 1月7日                      | ななくさがゆ         | 7種類の具入りの粥                                                                                            | セリ、ダイコン、ニンジン、昆布、ゴボウ、小豆など | |
| 山梨県上野原市棡原                   | 1月7日                      | ななくさがゆ         | 7種類の材料の粥                                                                                              | ニンジン、ゴボウ、粟、麦、ダイコン、カブなど | |
| 長野県安曇野市堀金烏川               | 1月7日                      |                      | 餅入りの粥                                                                                                   | | |
| 長野県木曽郡木曽町開田高原           | 1月7日                      | ななくさがゆ         | 7種類の具を入れた粥                                                                                          | セリ、蕪、ダイコン、豆、粟、凍み豆腐、餅 | |
| 長野県飯田市松尾                     | 1月7日                      | ななくさがゆ         | 七草入りの粥                                                                                                 | | 七草なずな 唐土の鳥と 日本の鳥と 合わせてバッタバタ |
| 長野県諏訪市豊田                     | 1月7日                      | ななくさがゆ         | 手に入る野菜入りの粥                                                                                         | かけ菜 冬菜 ダイコン、セリ、ナズナ、大豆、小豆、ゴボウ、ニンジンなど | |
| 長野県佐久市大沢                     | 1月7日                      | ななくさがゆ         | 7種の野菜入りの粥                                                                                            | セリ、ナズナ、ダイコン、ゴボウ、ニンジン、干し葉、白菜 | 七草なずな 唐土の鳥が 日本の橋を 渡らぬ先に スットントン ストトン |
| 長野県飯山市富倉                     | 1月7日                      | ぞうに               | 味噌仕立ての雑煮                                                                                             | | |
| 岐阜県大野郡白川村                   | 1月7日                      | ななくさがゆ         | 大豆、大根、大根葉入りの粥                                                                                   | | |
| 岐阜県可児郡御嵩町古屋敷             | 1月7日                      | ななくさがゆ         | 餅と七草を入れた粥                                                                                           | | |
| 静岡県御殿場市                       | 1月7日                      | ななくさがゆ         | 手に入る野草や野菜7種を入れた粥                                                                              | セリ、ナズナ、とう菜、ダイコン、ニンジン、ゴボウ、ネギ | 七草なずな 唐土の鳥が 日本の国に 渡らぬ先に 合わせてバタバタ 合わせてバタバタ |
| 静岡県賀茂郡松崎町雲見               | 1月7日                      | あずきじるこ         | 餅なしの汁粉                                                                                                 | | |
| 静岡県藤枝市岡部町                   | 1月7日                      | ななくさがゆ         | 7種類の具を入れた粥                                                                                          | セリ、ナズナ、オギョウ、京菜、ニンジン、ダイコン、餅 | |
| 静岡県袋井市見取                     | 1月7日                      | ななくさがゆ         | 手に入る野菜入りの粥                                                                                         | セリ、ニンジン、ダイコン、ゴボウ | |
| 静岡県浜松市天竜区水窪町奥領家       | 1月7日                      | ななくさがゆ         | 野菜や大豆製品など、7種の具を入れた粥                                                                        | | 七草なずな 唐土の鳥が 日本の国に 渡らぬ先に ヒョウゴの国に 追い越せ追い越せ ストトントン |
| 愛知県名古屋市中区                   | 1月7日                      | ななくさがゆ         | 正月菜（小松菜の一種）を入れた粥                                                                             | | 唐土の鳥が 日本の国に 渡らぬ先に 七草なずなの せり叩き |
| 愛知県知多郡南知多町                 | 1月15日                     | おはしらがゆ         | お柱粥。餅を入れた小豆粥                                                                                     | 粥に入れる餅を「柱」と呼ぶ | |
| 愛知県豊橋市石巻町                   | 1月7日                      | ななくさがゆ         | 丸餅とナズナを入れた粥。                                                                                     | | |
| 三重県鈴鹿市稲生町                   | 1月7日                      | ななくさがゆ         | 餅と青菜を入れた粥。七草は入れない。                                                                         | | |
| 三重県伊賀市柘植町倉部               | 1月7日                      | ななくさがゆ         | 手に入る野菜を入れた粥                                                                                       | ダイコン、ニンジン、ゴボウ、ネギ、サトイモ、こんにゃく、ナズナ、ハコベなど | なずな七草 唐土の鳥が 日本の土地を 渡らぬ先に かけおて バタバタ かけおて バタバタ |
| 三重県熊野市紀和町平谷               | 1月7日                      | ななくさがゆ         | 7種類の野菜を入れた粥                                                                                        | ダイコン、高菜など | 七草何草（ななくさなくさ） 唐土の鳥が 渡らぬ先に 垣をして かたかたかた |
| 三重県志摩市志摩町越賀               | 1月7日                      | ななくさがゆ         | 餅と青菜入りの粥                                                                                             | | |
| 滋賀県野洲市安治                     | 1月7日                      | ななくさがゆ         | 七草と、餅入りの粥                                                                                           | 「すずな」には、聖護院カブを葉ごと干した干し葉を使う | たんたんたらふく 祇園の鳥と 八坂の鳥と |
| 滋賀県長浜市余呉町上丹生             | 1月7日                      | ななくさがゆ         | 手に入る野草や野菜を入れた粥                                                                                 | セリ、大根葉、蕪の葉、サトイモ | |
| 京都府京都市北区上賀茂               | 1月7日                      | ななくさがゆ         | 手に入る七草などを入れた粥                                                                                   | ナズナ、青菜、餅など | |
| 京都府京都市右京区京北上弓削         | 1月7日                      | ななくさがゆ         | 餅とナズナ入りの粥                                                                                           | | かんこの鳥は 日本の土地へ 渡らぬ先は 七草はじかみ 七草はじかみ |
| 京都府福知山市大江町                 | 1月7日                      | ななくさがゆ         | 手に入る七草を入れた粥                                                                                       | ナズナ、スズシロ、セリ | |
| 大阪府大阪市中央区船場               | 1月7日                      | ななくさがゆ         | 七草入りの粥                                                                                                 | | 船場の商家では、6日の夜に七草と7種の台所用具（すりこ木、杓子、菜箸など）を揃える。その上で台所用具の一つを片手に取り「唐土の鳥が 日本の土地へ 渡らぬ先に 七草なずな」と唱えて菜を刻む。道具を取り換えては再度唱え、7回繰り返す。                       |
| 大阪府河内長野市滝畑                 | 1月7日                      | ななくさがゆ         | 七草と青菜と餅入りの赤味噌雑炊                                                                               | | |
| 大阪府豊能郡豊能町切畑               | 1月7日                      | ななくさがゆ         | なずな入りの粥                                                                                               | ナズナ7株で「七草」と称する | |
| 兵庫県たつの市神岡町                 | 1月7日                      | ななくさがゆ         | 餅と野草、野菜を入れた粥                                                                                     | タンポポ、セリ、ダイコン、水菜、餅 | |
| 兵庫県宍粟市千種町西河内             | 1月7日                      | ななくさぞうしい     | 七草雑炊。餅と野菜を入れた、醤油味の雑炊                                                                     | セリ、ダイコン、カブ、ネギ、水菜 | |
| 兵庫県城崎郡香美町香住区境           | 1月7日                      | なのかがゆ           | 丸もち入りの小豆粥                                                                                           | | |
| 奈良県山辺郡山添村北野               | 1月7日                      | ななくさがゆ         | ナズナ、餅、小松菜を入れ、味噌で味付けした粥。                                                               | 具の餅は取り出し、黄粉をつけて食べる | 勤りゅうさん（皇族）が6日にナズナ摘みされるのを憚り、5日に菜を積む。 |
| 奈良県宇陀郡御杖村                   | 1月7日                      | ななくさがゆ         | 煮干し出汁の味噌おじや                                                                                       | 手に入る七草、鏡餅 | 七草なずな 唐土の鳥と とんとの鳥が 日本の土地へ渡らん先に 海より先に 打ちよてバタバタ 掛け寄てバタバタ |
| 和歌山県和歌山市                     | 1月7日                      | ななくさぞうに       | ナズナを入れた味噌仕立ての雑煮                                                                               | | |
| 和歌山県田辺市中辺路町近露           | 1月7日                      | ななくさがゆ         | 餅と杓子菜入りの粥                                                                                           | | 鳳凰の鳥が 日本の土地へ 渡らんまぁに かけあえ かけあえ |
| 和歌山県東牟婁郡那智勝浦町           | 1月7日                      | ななくさがい         | 野菜入りの粥                                                                                                 | ダイコン、ニンジン、すじ菜など | |
| 和歌山県東牟婁郡太地町               | 1月7日                      | ななくさがゆ         | 菜入りの粥                                                                                                   | コマツナ、シャクシナ | 七草なずな とうとの鳥が 飛んで来ぬうちに 飛んで行け ちょんちょんがちょん |
| 鳥取県東伯郡湯梨浜町                 | 1月7日                      | ななくさがゆ         | 7種類の野菜を入れた粥                                                                                        | ダイコン、ニンジン、カブ、セリなど七種 | |
| 鳥取県西伯郡大山町                   | 1月7日                      | ななくさがゆ         | セリやナズナ、さらに正月飾りのスルメや昆布、干し柿を入れた粥                                                 | セリ、ナズナ、かち栗、干し柿、昆布 | さぁー トントン シャン 唐土（たいど）の鳥が 日本の土地に 渡らぬ先に ピストル差して 七草そろえて はんにゃ ほいほい |
| 島根県松江市西浜佐陀町               | 1月7日                      | ななくさがゆ         | 野菜、海藻、鏡餅入りの粥                                                                                     | セリ、じんば（ホンダワラ）、蕪、ダイコン、ナズナ、餅 | 唐土（たいと）の鳥と日本の鳥と、唐土の鳥は日本へ帰る。日本の鳥は唐土へ帰る。唐土の鳥が日本の土地に渡らぬ先に 七草そろえてヤァヤァヤァ |
| 島根県出雲市斐川町出西               | 2月7日（月遅れの正月行事）  | ななくさがゆ         | 大根の葉など、有りあわせの青菜を入れた粥                                                                     | | 唐土の鳥が 日本の土地に 渡らぬ先に 七草叩いて ヤーホヤーホ |
| 島根県仁多郡奥出雲町大呂             | 1月7日                      | ななくさがゆ         | 前日の「大黒様の正月」で供えた野菜や餅を入れた粥                                                             | ダイコン、ニンジン、カブ、セリ、餅 | 1月6日は「大黒様の正月」で、朝は雑煮（煮干し出汁に、茹でた丸餅。具は岩海苔）、昼はこんにゃくの煮しめを食す。夜は神前に野菜を供える。 |
| 島根県隠岐郡隠岐の島町               | 1月7日                      | ななくさがゆ         | 早朝、鍬初めの儀を行ったうえで炊く粥。手に入る七草入り                                                       | | 6日の夜を「年の夜」といい、白米飯、鍬、ユズリハを歳神に供える。翌7日の早朝、鍬とユズリハ、さらに神酒や干し柿を持参して田に赴き、三鍬打ってユズリハを立て、神酒などを供える。この儀礼を「鍬初め」という。                                               |
| 岡山県笠岡市                         | 1月7日                      | なぬかびぞうしい     | 七日日雑炊。挽き割りの裸麦の粥に7種類の野菜を入れる。                                                        | ホウレンソウ、ゴボウ、大根葉、セリ、ナズナなど。 | |
| 岡山県久米南町                       | 1月7日                      | ななくさぞうすい     | セリ、ナズナを中心とした七草とスルメを入れた粥                                                               | | |
| 岡山県真庭市蒜山                     | 1月7日                      | なのかぞうすい       | 野菜や海草を入れた味噌味の雑炊                                                                               | 餅、ダイコン、ニンジン、串柿、ギンバソウ（ホンダワラ）、セリ | |
| 広島県三次市君田町櫃田               | 1月7日                      | なのかぞうすい       | 青菜を入れた粥                                                                                               | 雪が深くて野草が手に入らなければ、漬物を使用する | |
| 広島県山県郡北広島町大利原           | 1月7日                      | ななくさがゆ         | 手に入る七草を入れた粥                                                                                       | | |
| 山口県岩国市錦町府谷                 | 1月7日                      | ななくさがゆ         | 7種類の具の粥                                                                                                | セリ、ナズナ、ダイコン、ネギ、豆腐など | |
| 山口県下関市豊田町大字西市           | 1月7日                      | ななくさがゆ         | 7種類の具を入れた粥                                                                                          | 小豆、大根、蕪、ニンジン、きんぎんそう（ユキノシタ）、おばこ（オオバコ）、ひずり（ハコベ） | |
| 山口県萩市                           | 1月7日                      | ななくさがゆ         | 手に入る七草と餅を入れた粥                                                                                   | | |
| 香川県東かがわ市坂元                 | 旧暦1月7日                  | しらあえ             | 神前に供えたホウレンソウを白和えにする。                                                                     | | 旧暦1月6日の夜、神に米と神酒を供え、裏返した鍋蓋の上に茹でたホウレンソウを、すりこ木を東向きに横たえる。翌7日に米を炊き、ホウレンソウは白和えにする。                                                                                                  |
| 香川県小豆島土庄町小江               | 1月7日                      |                      | 青菜と油揚げの味噌和え                                                                                       | | |
| 香川県三豊市豊中町笠田笠岡天神       | 1月7日                      |                      | 青菜7種類を味噌雑炊にするか、おひたしのままで食べる。                                                        | ダイコン、蕪、白菜、水菜、ネギ、春菊、高菜 | 7日を「なぬかび」と呼び、「菜食う」は「泣く」に通じて縁起が悪いと避けていた青菜を初めて食べる。 唐々々々（とととと） 唐土の鳥が 日本の国に 渡らぬ先に 七草ちょいとはやしましょ                                                                         |
| 徳島県阿波市土成町                   | 1月7日                      | ななくさがゆ         | 手に入る青菜7種を入れた粥                                                                                    | セリ、小松菜、ホウレンソウ、蕪、大根、ニンジンの葉、山東菜など | 七草なずな 唐土の鳥が 日本の土地に 渡らぬ先に スットントン スットントン |
| 徳島県三好市東祖谷久保               | 旧暦1月7日                  | ななくさがゆ         | 青菜や根菜、大豆製品など、7種の具を入れた味噌味の粥                                                          | | |
| 徳島県那賀郡那賀町木頭助             | 1月7日                      | おみいさん           | 杓子菜や大根を入れた味噌味雑炊。神仏に供えるので、煮干しなど出汁は使わない。                                 | | |
| 徳島県阿南市羽ノ浦町古庄             | 1月7日                      |                      | 七草や杓子菜の白味噌和え、さらに大根なますを神仏に供える                                                     | | 七草なんなん 唐土の鳥が 日本の国へ 渡らぬ先に 七草なんなん |
| 徳島県鳴門市                         | 1月7日                      | ななくさのおあえ     | 七草の和え物。茹でた七草を、白味噌、胡麻、砂糖で和える                                                       | | |
| 愛媛県大洲市多田                     | 1月7日                      | ななくさがゆ         | 七草入りの粥                                                                                                 | | |
| 愛媛県上浮穴郡久万高原町直瀬         | 1月7日                      | ふくわかし           | 福沸かし。七草と小餅入りの雑炊                                                                               | | |
| 愛媛県東温市下林                     | 旧暦1月7日                  | ななくさぞうすい     | | | |
| 愛媛県今治市玉川町鈍川大下           | 1月7日                      | ななくさがゆ         | 七草を入れ、醤油で味付けした粥                                                                               | | 七草なずな 唐土の鳥が 日本の土地に 渡らん晩に かちかち |
| 高知県南国市長岡                     | 1月7日                      | ななくさぞうすい     | 七草入りの雑炊                                                                                               | | |
| 高知県佐川町乙荷稲                   | 1月7日                      | ななくさぞうすい     | 正月、神前に捧げた米を炊き、七草を入れた雑炊                                                                 | | 7日は輪〆をつけた鍬で田を耕す「鍬初め」の儀を行う。 |
| 福岡県福岡市博多区                   | 1月7日                      | ななくさじる         | 七草汁。鯨肉を入れた味噌仕立ての汁物「鯨汁」に七草とカツオ菜を入れたもの。                                   | 鯨肉、大根、サトイモ、こんにゃく、七草、カツオ菜 | 七草なずな 唐土の鳥が 日本の空に 渡らぬうちに |
| 福岡県筑紫野市 原                    | 1月7日                      | ななくさじる         | 七草の味噌汁                                                                                                 | | 唐土の鳥と おとらの鳥が 渡らぬうちに 七草叩け 7日は「ほんげんきょう」といい、正月飾りや書初めを焼き、その火で鏡餅を焼いて食う。 |
| 福岡県久留米市北野町                 | 1月7日                      | ななくさじる         | セリ、カツオ菜など七種の菜を入れた味噌汁。鰤の切り身を入れる場合もある                                       | セリ、ナズナ、カツオ菜は必ず入れる | 7日は「ほんげんきょう」といい、正月飾りや書初めを焼き、その火で鏡餅を焼いて食う。この餅を食べれば、病にならないという。 |
| 福岡県柳川市西浦池                   | 1月7日                      | ななくさじる         | 七草汁。七草入りの味噌汁。                                                                                   | | 7日は「ほんげんきょ」といい、正月飾りや書初めを焼き、その火で鏡餅を焼いて食う。この火に当たれば風邪をひかないという |
| 福岡県豊前市合河轟                   | 1月7日                      | ななくさがゆ         | 七草粥 。手に入る青菜や餅入りの粥                                                                            | | 7日は「牛馬の正月」として、餅を家畜に与える。 |
| 福岡県福岡市東区志賀島               | 1月7日                      | ななくさじる         | 塩ブリに7種類の青菜を加えた醤油仕立ての汁物                                                                  | 塩ブリ、7種の青菜 | 6日の晩、まな板に菜類を載せ 唐土の鳥が 日本の土地に 渡らぬ先に 七草囃すと唱えながら刻む。その折に青菜の汁を頬に塗れば無病息災のまじないになるという。翌7日は、朝に小豆汁粉、昼に赤飯と七草汁を食べる。同日、正月飾りを燃やす「ほっけんぎょう」を行う。 |
| 佐賀県神埼市脊振町服巻               | 旧暦1月7日                  | あずきぜんざい       | | | 集落の青年が七福神の扮装をして家々を巡る。 |
| 佐賀県有田市                         | 1月7日                      | ななくさじる         | 七草汁。7種類の野菜や野草を入れた味噌汁。                                                                    | | |
| 長崎県島原市有明町湯江               | 1月7日                      | ぞうに               | 雑煮。元日と同じく、煮干し出汁に丸餅を入れた雑煮を食べる                                                     | （雑煮の具）ダイコン、ニンジン、ゴボウ、里芋、凍み豆腐、てんぷら（さつま揚げ）、白菜など | 7日は「鬼の骨」（おんのほね）と称し、正月飾りを焼き、その火で鏡餅を焼いて食べる。 |
| 長崎県北松浦郡                       | 1月7日                      | ななくさぞうし       | 七草雑炊。手に入る野菜類を入れた醤油味の炊き込み飯                                                           | | 出来上がった雑炊は、神仏に供えた後で屋敷内の果樹に塗り付け、豊作を祈る |
| 長崎県対馬市厳原町阿連               | 1月7日                      | おーのれ             | 鏡餅を下しておーのれ（雑煮）を作る。                                                                         | ダイコン、ニンジン、ゴボウ、シイタケ、昆布、山芋、烏賊、餅 | 7日は「はりはり正月」と呼び、大豆と数の子を酒とともに口に含み、イヌガヤの木に吹きかけて炉にくべる。燃え上がる間に豊作などを祈り、そのあとで節分の豆撒きをする。                                                                                        |
| 熊本県阿蘇市                         | 1月7日                      | ななくさぞうすい     | 7種類の野菜を炊きこんだ雑炊                                                                                  | サトイモ、ニンジン、蕪、ネギ、ゴボウ、ナズナ、セリ | |
| 熊本県球磨郡湯前町下村               | 1月7日                      | ななくさずし         | 干し葉（乾燥保存させた大根の葉）やセリを炊きこんだ粥                                                         | | |
| 熊本県天草郡苓北町坂瀬川             | 1月7日                      | ななくさがゆ         | 有りあわせの青菜を入れた粥。雑煮（煮干し出汁の澄まし仕立て）を作る場合もある。                               | | 鬼火（おねぶ）の行事。前年暮れに伐った雑木を、正月飾りと共に焼く。その熾火で鏡餅を焼いて食べる。 |
| 大分県大分市下戸次                   | 1月7日                      | ななくさぞうすい     | 有りあわせの野菜や野草を入れた醤油味の雑炊                                                                   | | |
| 大分県豊後大野市緒方町上畑           | 1月7日                      | ななくさぞうすい     | 有りあわせの野菜を入れた味噌雑炊                                                                             | | |
| 大分県日田市清岸寺                   | 1月7日                      | ななくさがゆ         | 7種類の野草や野菜を入れた粥                                                                                  | | |
| 大分県国東市国東町下成仏             | 1月7日                      | ぞうに               | 雑煮。煮干し出汁、醤油仕立ての汁に焼いた丸餅と青菜を入れる。                                                 | | |
| 宮崎県延岡市野地町                   | 1月7日                      | ななくさぞうすい     | 野菜類を7種入れた雑炊                                                                                        | サトイモ、ゴボウ、ダイコン、ネギ、白菜、ニンジン、シイタケなど | |
| 宮崎県児湯郡西米良村                 | 1月7日                      | ななくさがゆ         | いりこ出汁で炊いた粥に、野菜類を入れる                                                                       | ダイコン、ニンジン、ゴボウ、セリなど | |
| 宮崎県小林市                         | 1月7日                      | ななくさずし         | 七草雑炊。米を含め7種類の材料を用いた粥。                                                                    | サトイモ、ニンジン、鶏肉、青菜、セリ、餅 | |
| 宮崎県都城市                         | 1月7日                      | なんかんずし         | 七日の雑炊。 7種類の素材を入れる。                                                                           | 昆布、ニンジン、揚げ豆腐、餅、セリ、鶏肉など | |
| 宮崎県日南市                         | 1月7日                      | なんかずし           | 七日雑炊。7種類の具を入れた雑炊                                                                              | サトイモ、ダイコン、青菜、セリなど | 7日はおねっこ（鬼火講）と称し、正月飾りや書初めを焼き、その火で鏡餅を焼いて食べる。 |
| 鹿児島県南さつま市笠沙町             | 1月7日                      | ななくさずし         | 7種類の具を入れた醤油味の雑炊                                                                                | 昆布、ニンジン、ダイコン、サトイモ、エドナ（フダンソウ）、ネギ、油揚げ、餅 | 数え七歳になった子は母親と挨拶回りをして、七草ずしを7軒分もらって帰る。 |
| 鹿児島県薩摩川内市入来               | 1月7日                      | ななとこいのずし     | 七所の雑炊。野菜や鶏肉を炊きこんだ醤油味の雑炊                                                               | セリ、シイタケ、ニンジン、ダイコン、鶏肉、餅 | 早朝、子供たちは正月飾りを焚き上げ、その火で餅を焼いて食べる。 |
| 鹿児島県鹿屋市下高隅大堀             | 1月7日                      | ななとこいのずし     | 七所の雑炊。7種類の具を入れた雑炊。                                                                          | 青菜、ダイコン、ニンジン、春菊、セリ、里芋、餅など | 7歳の子は近所7軒を回って雑炊をもらう。この雑炊を食べ残すと、田畑の雑草を取り切れないという。 |
| 鹿児島県種子島西之表市現和           | 1月7日                      | ななくさぞうすい     | 7種の具を入れた雑炊                                                                                          | ニンジン、ゴボウ、青菜、ミツバ、ダイコンなど | |
| 鹿児島県大島郡瀬戸内町加計呂麻島諸鈍 | 1月7日                      | なんかんどうせ       | 七日之雑炊。7種類の具を入れた味噌味の雑炊                                                                    | 塩豚、昆布、大根、ニンジン、キャベツ、フダンソウ、ニンニクの葉 | |
| 沖縄県糸満市                         | 1月7日                      | たーんむにー         | たーんむ（タイモ）を煮て、砂糖で練ったもの。ナンカヌスク（七日節句）には、他にダイコンや豚肉の煮つけを作る。 | | |
| 沖縄県沖縄市登川                     | 1月7日                      | じゅーしー           | 7日をナンカンシークイ（七日節句）と呼び、 正月に仏前に供えた米を炊き、野菜類を加えた雑炊を炊く。             | かんだばー（サツマイモの蔓）、チシャ、ニラ | |
| 沖縄県瀬底島                         | 1月7日                      | ぴらめーるーしー     | 大麦の雑炊。豚肉の出汁で大麦と野菜を煮て麦味噌で味付け。薬味にニンニクの葉を散らす。                         | 豚バラ肉、エンドウマメ、ニンジン、味噌、ニンニクの葉 | |
| 沖縄県宮古島                         | 1月7日                      | ななたてじゅし       | 7種類の具の雑炊。冬至にも同じものを作る。                                                                    | 粟、米、豚肉、昆布、ニンジン、ネギ、煮干しの粉 | |